# Madeiro
Madeiro este un oraș în Piauí (PI), Brazilia.